# زووله (لنکران)
زوولَه (به لاتین: Zövlə) یک منطقه مسکونی در جمهوری آذربایجان است که در شهرستان لنکران واقع شده‌است. زووله ۲۴۷۴ نفر جمعیت دارد.

## ریشه واژه
زووله در زبان تالشی اشاره به کارگران معدن زغال‌سنگ دارد.